# 佐倉市立臼井西中学校
佐倉市立臼井西中学校（さくらしりつ うすいにしちゅうがっこう）は、千葉県佐倉市臼井台にある公立中学校。ロックバンド「BUMP OF CHICKEN」のメンバー全員の出身校として有名である。

## 沿革
- 1988年（昭和63年）4月1日 佐倉市立臼井中学校より分離。佐倉市立臼井小学校と佐倉市立王子台小学校の一部を学区とする。
- 同8月 プール落成。
- 同10月 制服着用開始、パソコン室設置。
- 1993年（平成5年）度3月 給食棟完成
- 1995年（平成7年）度 学区変更で王子台5丁目が含まれる。
- 同3月 第2パソコン室、被服室、災害時用備蓄倉庫完成。
- 1997年（平成9年）度10月 創立10周年記念式典。

## 交通
- 京成本線京成臼井駅から徒歩20分

## 部活動
- バレーボール（女子）
- バスケットボール（男女）
- 卓球（男女）全国レベルの強豪で有名であり、数々の成績を収めてきた。
- ソフトテニス（男女）
- 陸上競技（男女）
- サッカー（男子)平成25年度印旛郡新人体育大会で準優勝を収めており県大会に出場した経験がある。
- 野球（男子）
- 吹奏楽
- 美術